# Nogometni Klub Marsonia
Il Nogometni klub Marsonia 1909, comunemente chiamato Marsonia, è una squadra di calcio di Slavonski Brod, in Croazia.

## Storia
La NK Marsonia fu fondata nel 1909. Dal 1945 al 1962, la squadra era denominata NK Radnički Brod, e poi semplicemente BSK dal 1962 al 1992, prima che il nome originale venisse ripristinato.
Il 1º agosto 2011, la NK Marsonia si fonde con il MV Croatia per formare il Nogometni klub Marsonia 1909. Una squadra denominata NK Marsonia continua a funzionare da seconda squadra societaria.

## Strutture

### Stadio
Il Marsonia utilizza il Gradski stadion uz Savu (stadio cittadino lungo la Sava). L'impianto è stato rinnovato nel 2017, mentre nel 2020 si è costruita una nuova tribuna nel lato est con 900 posti di fronte al campo principale e circa 300 posti per il campo ausiliario. Sono previsti piani aggiuntivi per spogliatoi e la costruzione di nuovi stand. Nella Prva HNL, il Marsonia ha utilizzato lo stadio del concittadino NK Željezničar, ŠRC Stanko Vlainić - Dida.

## Allenatori
- Josip Kuže
- Zlatko Kranjčar
- Ilija Lončarević
- Ivo Šušak
- Stjepan Deverić
- Branko Karačić
- Vjeran Simunić
- Robert Špehar

## Calciatori

Ivica Olić (a destra) al Marsonia nel 1997, mentre posa con l'interista Ronaldo.

- Mario Mandžukić
- Ivica Olić
- Veldin Karić
- Edin Mujčin
- Zemir Mujčin
- Boris Živković
- Filip Blašković
- Ivica Miljković
- Josip Weber
- Danijel Cesarec
- Amarildo Zela

## Palmarès

### Competizioni nazionali
- Hrvatska republička liga: 3

1976-1977 (girone Nord), 1978-1979 (girone Nord), 1985-1986 (girone Est)
- Druga hrvatska nogometna liga: 3

1993-1994 (girone Nord), 1999-2000, 2002-2003